# Чонишвили, Ножери Давидович
Ножери́ Дави́дович Чонишви́ли (18 октября 1926, Тифлис, ЗСФСР — 2 ноября 1987, Омск) — советский актёр театра и кино; народный артист РСФСР (1974), заслуженный артист Грузинской ССР (1961).

## Биография
Родился в Тифлисе (ныне — Тбилиси). После того, как окончил 7 классов средней школы, работал слесарем на заводе имени Калинина. Занимался в молодёжной театральной студии. В 1942 году был принят в Тбилисский русский драматический театр имени А. С. Грибоедова.
В 1943 году Ножери Давидович ушёл добровольцем в армию. Служил в войсках НКВД по охране и обороне особо важных объектов и железных дорог, был художественным руководителем ансамбля солдатской эстрады. Награждён медалями «За оборону Кавказа», «За победу над Германией», «30 лет Советской армии».
С 1950 года работал в Тбилисском русском театре юного зрителя, преподавал в студии при театре. За время работы в Тбилисском ТЮЗе был награждён грамотами Министерства культуры Грузинской ССР, Аджарской АССР, грамотами советских и партийных органов, почётными знаками «Отличник народного образования Грузии» и «Отличник культурного шефства над Вооружёнными силами СССР».
С 1962 по 1966 год работал в Тульском областном драмтеатре им. Горького, преподавал актёрское мастерство и режиссуру в Тульском педагогическом институте. Избирался членом художественного совета и режиссёрской коллегии театра. Награждён почётным знаком «Отличник Министерства культуры СССР», грамотами Министерства культуры Литовской и Латвийской ССР.
С 1966 года работал в Омском драматическом театре. С 1970 по 1987 годы — председатель Омского отделения Всероссийского театрального общества (ВТО) и Союза театральных деятелей РСФСР.
Умер 2 ноября 1987 года. Похоронен в Омске на Старо-Северном мемориальном кладбище. 27 марта 1989 года Омскому дому актёра присвоено имя народного артиста РСФСР Ножери Давидовича Чонишвили.

## Семья
Первая жена — Валерия Прокоп, народная артистка России, актриса Омского драматического театра.
- Сын — Сергей Чонишвили, известный российский актёр театра и кино, артист озвучивания, заслуженный артист Российской Федерации.
- Внучка — Елена Чонишвили, актриса и продюсер. [6][7][8]

Вторая жена — Лилия Александровна Ягодкина (01.04.1946 — 22.11.1988), научный сотрудник Омского музея изобразительных искусств им. М. А. Врубеля.

## Работы в театре

### Омский театр драмы
- Мортимер — «Мария Стюарт» Ф. Шиллера
- Стас Ларионов — «Гроссмейстерский балл» И. Штемлера
- Смит - «Русский вопрос» К. Симонова
- штурмбанфюрер СС - «Так начиналась легенда» Я. Киржнера, А. Мозгунова

- Борис Годунов — «Смерть Иоанна Грозного» А. К. Толстого

- Сирано де Бержерак — «Сирано де Бержерак» Э. Ростана
- Агабо — «Пока арба не перевернулась» О. Иоселиани
- Вытягайченко — «Конармия» И. Бабеля
- Кныш — «Директор» Ю. Нагибина
- Рябинин — «Человек со стороны» И. Дворецкого
- Виль Озаровский — «Ночью без звёзд» А. Штейна,
- Паскуале Лойоконе — «Призраки» Эдуардо де Филиппо
- Кастель Бенак — «Мсье Топаз» М. Паньоля
- Свидригайлов — «Преступление и наказание» по роману Ф. М. Достоевского
- Касьянов — «Поверю и пойду» Р. Солнцева
- Хуан — «Последняя женщина сеньора Хуана» Л. Жуховицкого
- Бардин — "Женский стол в «Охотничьем зале» В. Мережко
- Гамлет — «Гамлет» В. Шекспира
- Григорий Плетнёв — «Солдатская вдова» Н. Анкилова

- Варлам Арабули - «Варлам, сын Захария» И. Гаручавы, П. Хотяновского

- Чернявый - «Энергичные люди» В. Шукшина
- Энгстран — «Привидения» Г. Ибсена
- Граф Алексей Орлов — «Царская охота» Л. Зорина
- Чертков — «Ясная поляна» Д. Орлова
- Рыбалко — «Добежать, отдышаться…» Е. Чебалина
- Тибо — «Лекарь поневоле» Ж.-Б. Мольера

## Роли в кино
- 1957 — Судьба женщины
- 1958 — Случай на плотине
- 1972 — Укрощение огня
- 1978 — Всё решает мгновение — Гико, бармен
- 1985 — Порох — Иван Ревазович Гедеванов, военный специалист

## Награды и признание
- 1957 — лауреат Всесоюзного фестиваля в честь 40-летия Октября за исполнение роли Маресьева в спектакле «Настоящий человек».
- 1961 — заслуженный артист Грузинской ССР.
- 1974 — народный артист РСФСР.